# Perozes de Mesena
Perozes (em persa médio: 𐭯𐭩𐭫𐭥𐭰; romaniz.: Pērōz; em grego clássico: Περώζης; romaniz.: Perṓzēs) foi um nobre persa do século III, ativo no reinado do xá Sapor I (r. 240–270).

## Nome
Perozes (Περόζης / Περώζης, Perózēs / Perṓzēs) é a forma grega do persa médio Peroz (𐭯𐭩𐭫𐭥𐭰, Pērōz), "Vitorioso", que derivou do persa antigo Pariauja (*Pariaujah; de *pari, "em torno", e *aujah, "força, poder"). Foi registrado em parta como Peroze (Pērōž), em persa novo como Piruz (پیروز, Pīrūz), em árabe Firuz (فَيْرُوز, Fīrūz), em georgiano como Peroze / Peroz (em georgiano: პეროჟ / პეროზ; romaniz.: Pʼerož / Pʼeroz) e em armênio como Peroz (Պերոզ).

## Vida

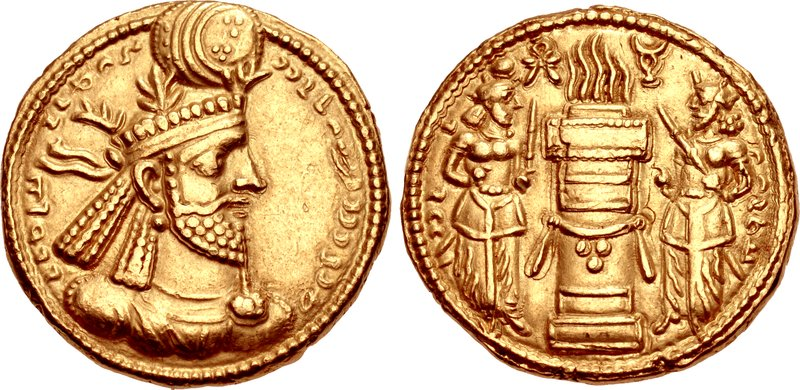
Dinar de r.

Perozes era filho do xá de Mesena Sapor e talvez de sua esposa Denaces. Tinha ao menos seis irmãos, todos citados consigo na inscrição trilíngue Feitos do Divino Sapor (ca. 262) de seu avô Sapor I (r. 240–270). Nada mais se sabe sobre ele. Pensa-se que talvez seja o indivíduo homônimo citado na Inscrição de Paiculi (ca. 293) de Narses I (r. 293–302) na qual aparece como segundo dignitário da corte de Narses. Segundo a inscrição, lutou ao lado de Narses contra Vararanes II (r. 274–293) para tomar o trono para Narses.